# Jean Portante
Jean Portante (Differdange, 19 de desembre de 1950) és un escriptor luxemburguès. Ha escrit novel·les, relats, teatre, articles periodístics i poesia, i ha estat traduït en diversos idiomes. També és traductor de poesia al francès del castellà, l'italià, l'anglès i l'alemany.
Entre les seves obres destaquen la novel·la Mrs Haroy ou la mémoire de la baleine (Editions Phi, 1997), traduïda a diverses llengües, la biografia Allen Ginsberg: L'autre Amérique (Le Castor Astral, 1999), les col·leccions de poemes L'Etrange langue (Editions Le Taillis Pré, 2002), que guanyà el Premi Mallarmé a França el 2003, i La Cendre des mots (Le Castor Astral, 2005), que cobreix un període de treball entre 1989 i 2005.
Des del 2006 és membre de l'Acadèmia Mallarmé. El 2008 va ser un dels fundadors de la revista de poesia francesa Inuits dans la jungle juntament amb Jacques Darras, mentre que a Luxemburg dirigeix la revista literària Transkrit. El 2011 va rebre el Premi Batty Weber, que s'atorga cada tres anys, per la seva carrera literària.

## Premis
- 1986 Premi Rutebeuf per poesia, Horizon, vertige & italie intercalaire
- 1993 Premi Tony Bourg, Ouvert fermé (together with John Sorrento)
- 1994 Premi Servais, per Mrs Haroy ou la mémoire de la baleine
- 2003 Premi de Poesia Louis Montalto de la Societat d'Homes de Lletres, (per tota la seva obra)
- 2003 Premi Mallarmé, per L'étrange langue
- 2011 Premi Batty Weber per tota la seva obra

## Obres destacades

### Novel·les
- Projets pour un naufrage prémédité. Ed. PHI, Luxembourg, 1987
- Un deux cha cha cha. Ed. PHI, Luxembourg, 1990
- Mrs Haroy ou la mémoire de la baleine, Editions PHI, Luxembourg, 1997
- Mourir partout sauf à Differdange. Roman. Editions PHI, Luxembourg, 2003

### Poesia
- Feu et boue, Editions Caractères, Paris 1983
- L'instant des nœuds, Editions Saint-Germain-des-Prés, Paris 1984
- Méandres, Editions du Guichet, Paris 1985
- Horizon, vertige & italie intercalaire, Editions Arcam, Paris 1986 (Prix Rutebeuf)
- Ex-odes, Editions PHI, Luxembourg 1991
- Ouvert fermé, Editions PHI/L'Orange Bleue 1994
- Effaçonner, poèmes. Editions PHI/Ecrits des Forges. Luxembourg/Québec 1996
- Point. Poèmes. Editions PHI/L'Orange Bleue 1999.
- La morte del padre. En plein edizioni. Milan 1999
- La pluie comme un œil. Poèmes. Editions Empreintes, Lausanne 2001
- L'étrange langue. Poèmes. Editions Le Taillis Pré, Namur 2002 (Prix Mallarmé)
- L'arbre de la disparition, poèmes, Editions PHI/Ecrits des Forges, Luxembourg/Québec 2004
- La cendre des mots. Anthologie personnelle. Editions Le Castor Astral, Paris. Juin 2005.
- Le travail du poumon, Editions Le Castor Astral, Paris, mars 2007.
- Je veux dire, poème, Editions Estuaires, Luxembourg, novembre 2007
- En réalité, poème, Editions PHI, Luxembourg, juin 2008
- La réinvention de l'oubli, Editions Le Castor Astral, Paris, juin 2010
- Conceptions, Editions PHI, Luxembourg, juin 2012
- Après le tremblement, Editions Le Castor Astral, Paris, mai 2013

### Teatre
- Le mariage de Pythagore, Teatro Vivace, Luxembourg 1995
- Destin Destination. Théâtre. Editions PHI, Luxembourg 1998
- Hexaméron. Dernier jour, suivi de Orphée au pays des mortels. Editions PHI, Luxembourg 2011

### Assajos
- Allen Ginsberg. L'autre Amérique. Essai. Le Castor Astral, Paris, 1999.
- Anthologie luxembourgeoise. Poésie. Ecrits des Forges, Trois-Rivières 1999
- Journal croisé d'un tremblement de terre, Convivium, Luxembourg 2010

### Llibres amb artistes
- Promenade nocturne dans l'étang en fleur. Poèmes. Avec le peintre Paul di Felice et le compositeur Roland Kaber. Editions Kulturfabrik, Luxemburg 1984
- Point dappui. Poèmes. Avec le peintre Scanreigh. Café des attributions, éditeur. Eymoutiers, 1999
- Point de suspension. Poèmes. Avec le peintre Marek Sczcesny. Editions PHI, Luxemburg, 1999
- L'olive provisoire, poèmes, avec la peintre Anne Slacik. Editions Trans-Signum, Paris març 2004
- Rue du Nord, poèmes, avec la peintre Yarmilla Vesovic, Editions l'Eventail, Tours març 2004
- La hache du pourquoi, poèmes avec Anne Slacik, Parí maig 2004
- Le charbon descend, poèmes, avec Anne Slacik, Ed. Lucien Schweitzer, juliol 2004
- Tous les feux sont éteints, poèmes, avec la peintre roumaine Augusta de Schucani. Éditions ICI & AILLEURS, París desembre 2004.
- L'histoire est finie, poèmes avec le peintre luxembourgeois Jean-Marie Biwer, Ed. Red Fox, Irlanda, març 2005
- Puisque je fouille dans les mots humides, avec la peintre française Anne Slacik. Éditions Brèche, Alain-Lucien Benoît, Rochefort du Gard, França, abril 2005
- Les amants/le souffle, avec la peintre Génia Golendorf. Editions TransSignum, París, març 2006.
- Le partage des (p)eaux, avec la peintre Wanda Miluheac. Editions TransSignum, París, 2008.
- Ce qui advient et ce qui n'advient pas, avec le peintre Robert Brandy, Redfox Press, Irlanda, 2010
- Le fabricant d'âmes, avec le peintre Bob Verschuuren, Editions Galerie Lucien Schweitzer, Luxemburg, gener 2013